# Hydrobiosella tasmanica
Hydrobiosella tasmanica är en nattsländeart som beskrevs av Mosely in Mosely och Douglas E. Kimmins 1953. Hydrobiosella tasmanica ingår i släktet Hydrobiosella och familjen stengömmenattsländor. Inga underarter finns listade i Catalogue of Life.